# Pedro Cáceres
Pedro Cáceres, född 2 maj 1960, är en argentinsk friidrottare. Han deltog vid olympiska sommarspelen 1984.